# 九龍巴士85A線
九龍巴士85A線是香港一條新界市區巴士路線，來往沙田（廣源）及九龍城碼頭，途經小瀝源、愉翠苑、沙田第一城、沙角邨、乙明邨、獅子山隧道、樂富及九龍城。

## 歷史
- 1983年8月7日：路線投入服務，最初來往圓洲角及九龍城碼頭。
- 1996年11月1日：往圓洲角方向改經乙明邨街。
- 1998年2月16日：增派空調巴士行走。
- 2001年11月11日：沙田區總站由圓洲角延長至愉翠苑。
- 2006年9月27日：改為全空調服務。
- 2010年5月7日：往九龍城碼頭方向，於土瓜灣道近明倫街（今翔龍灣巴士站）加設分站。[2]
- 2012年4月28日：往愉翠苑方向尾班車延長至00:10[3]。
- 2013年8月24日：沙田區總站再由愉翠苑延長至廣源，以配合82M線取消服務。
- 2015年9月5日：增設到站時間預報。[4]

## 服務時間及班次
| 沙田（廣源）開       | 沙田（廣源）開 | 沙田（廣源）開 | 九龍城碼頭開         | 九龍城碼頭開 | 九龍城碼頭開 |
| 日期                 | 服務時間       | 班次（分鐘）   | 日期                 | 服務時間     | 班次（分鐘） |
| -------------------- | -------------- | -------------- | -------------------- | ------------ | ------------ |
| 星期一至五           | 05:30-06:45    | 25             | 星期一至五           | 06:15-07:45  | 30           |
| 星期一至五           | 06:45-08:25    | 20             | 星期一至五           | 07:45-09:25  | 25           |
| 星期一至五           | 08:25-16:45    | 25             | 星期一至五           | 09:45        | 09:45        |
| 星期一至五           | 16:45-00:15    | 30             | 星期一至五           | 10:05-18:00  | 25           |
|                      |                |                | 星期一至五           | 18:20        |              |
| 18:40-00:40          | 30             |                | 星期一至五           |              |              |
| 星期六、日及公眾假期 | 05:30-07:00    | 30             | 星期六、日及公眾假期 | 06:15-09:15  | 30           |
| 星期六、日及公眾假期 | 07:00-08:00    | 20             | 星期六、日及公眾假期 | 09:15-22:10  | 25           |
| 星期六、日及公眾假期 | 08:00-19:15    | 25             | 星期六、日及公眾假期 | 22:10-00:40  | 30           |
| 星期六、日及公眾假期 | 19:15-00:15    | 30             |                      |              |              |

## 收費
全程：$7.5
- 過獅子山隧道後往九龍城碼頭：$7.1
- 過獅子山隧道後往沙田（廣源）：$6.4
- 第一城站往沙田（廣源）：$6.0

| - 本線設有12歲以下小童及65歲或以上長者半價優惠。 - 65歲或以上香港居民使用「樂悠咭」，以及12歲以下合資格殘疾兒童使用「殘疾人士身份」個人八達通繳付車資，均可享有每程$2.0或半價（以較低者為準）的票價優惠；12至64歲合資格殘疾人士使用「殘疾人士身份」個人八達通（包括「樂悠咭」），以及60至64歲香港居民使用「樂悠咭」繳付車資，均可享有每程$2.0或全費（以較低者為準）的票價優惠。 - 65歲或以上長者如使用長者或一般個人八達通繳付車資，則只可享有半價優惠；12至64歲合資格殘疾人士如不使用「殘疾人士身份」個人八達通，以及60至64歲人士如不使用「樂悠咭」繳付車資，必須繳付全費。 - 乘客可以現金或八達通於上車時付款，不設找續。 - 每位成人乘客可免費攜帶最多兩名4歲以下而不佔座位的兒童乘客乘車，超額之4歲以下小童必須繳付小童車費乘車。 - 持有「九巴月票」之乘客在車票有效期內，每日可享最多10程任何九龍巴士及龍運巴士路線（包括本路線，以及聯營路線的九龍巴士／龍運巴士提供的班次；惟乘搭機場「A」及「NA」線則可享原價二七折優惠（不會計算每天10次合資格車程））；而B1線則每日可享最多各2程（不會計算每天10次合資格車程）。 - 九龍巴士、城巴、龍運巴士及陽光巴士全職員工及家屬（不包括外判職員）可免費乘搭本路線，惟必須拍職員或職員家屬八達通。 - 乘客亦可透過多元化電子支付系統（e度嘟）繳付車資，包括使用非接觸式VISA卡、JCB卡、萬事達卡、銀聯卡、美國運通、大來國際、Discover Card、Apple Pay、Google Pay、Samsung Pay、AlipayHK「易乘碼」、支付寶、WeChatHK／微信支付「搭車碼」、銀聯雲閃付「乘車碼」及BOC Pay「乘車碼」。乘客使用此付款方式，使用此支付方式的乘客可享有中途下車之分段收費，以及與其他九巴／龍運獨營路線或聯營線九巴／龍運班次之轉乘優惠，惟不適用於與非九巴／龍運路線之轉乘優惠，亦不能享有「公共交通費用補貼計劃」及「長者及合資格殘疾人士公共交通票價優惠計劃」。 |

### 八達通轉乘優惠
乘客登上本線後150分鐘內以同一張八達通卡轉乘以下路線，或從以下路線登車後150分鐘內以同一張八達通卡轉乘本線，次程可獲車資折扣優惠：
83K往沙田市中心 → 85A往九龍城碼頭，次程可獲$4.3折扣優惠
85A←→86K/S、288，次程可獲$4.2折扣優惠
- 85A往廣源 → 86K/S往錦英苑或288往水泉澳
- 86K/S往沙田站或288往沙田市中心 → 85A往九龍城碼頭

85A←→17，次程可獲$4.2折扣優惠
- 85A往九龍城碼頭 → 17往愛民
- 17往觀塘 → 85A往廣源

| 第一程／第二程路線 | 第二程優惠車資              | 時限    |
| --- | --------------------------- | ------- |
| 72X、74A、80／80A／80P、80M、81C／281B／281X、 85、85A、85B、86、86A、86C、87B、87D／87E、 89、89B、270A／270C、271／271B／271P、281A | 成人：$4.2 小童／長者：$2.1 | 150分鐘 |

注意事項：

- 乘客可於各個可接駁第二程路線的巴士站轉車。
- 轉乘優惠不適用於轉乘同一路線或用"/"劃分的組別之路線。

官方網頁：請按此

## 使用車輛
初期用車主要以利蘭勝利二型為主力車隊，約在1980年代後期改派利蘭奧林比安11米及丹尼士巨龍11米掛帥。1998年2月16日於行走本線的九部巴士當中換入兩輛富豪奧林比安11米空調巴士行走，原本是九巴三條往返沙田和九龍城路線中，最少空調巴士的路線，不過2004年8月16日本線一口氣把5輛利蘭奧林比安11米普通巴士換成丹尼士巨龍11米空調巴士。
現時本線使用6輛富豪B9TL 12米（AVBWU）及1輛亞歷山大丹尼士Enviro 500 MMC 12米（ATENU）雙層空調巴士，均屬沙田車廠。間中平日有單層巴士Volvo B7RLE(AVC)及 Scania K230UB(ASC)行走。
| 車隊編號 | 車牌   |
| -------- | ------ |
| AVBWU4   | PG7809 |
| AVBWU37  | PK3754 |
| AVBWU88  | PV8342 |
| AVBWU99  | PV102  |
| AVBWU109 | PW3016 |
| AVBWU131 | PX5011 |
| ATENU328 | SW7730 |

## 行車路線
沙田（廣源）開經：小瀝源路、廣善街、牛皮沙街、插桅杆街、銀城街、小瀝源路、大涌橋路、沙田圍路、沙角街、大涌橋路、獅子山隧道公路、獅子山隧道、窩打老道、聯合道、太子道西、馬頭涌道、木廠街、土瓜灣道及新碼頭街。
九龍城碼頭開經：新碼頭街、土瓜灣道、馬頭角道、馬頭涌道、太子道西、聯合道、窩打老道、獅子山隧道、獅子山隧道公路、大涌橋路、沙角街、乙明邨街、沙角街、沙田圍路、大涌橋路、銀城街、插桅杆街、牛皮沙街、廣善街及小瀝源路。

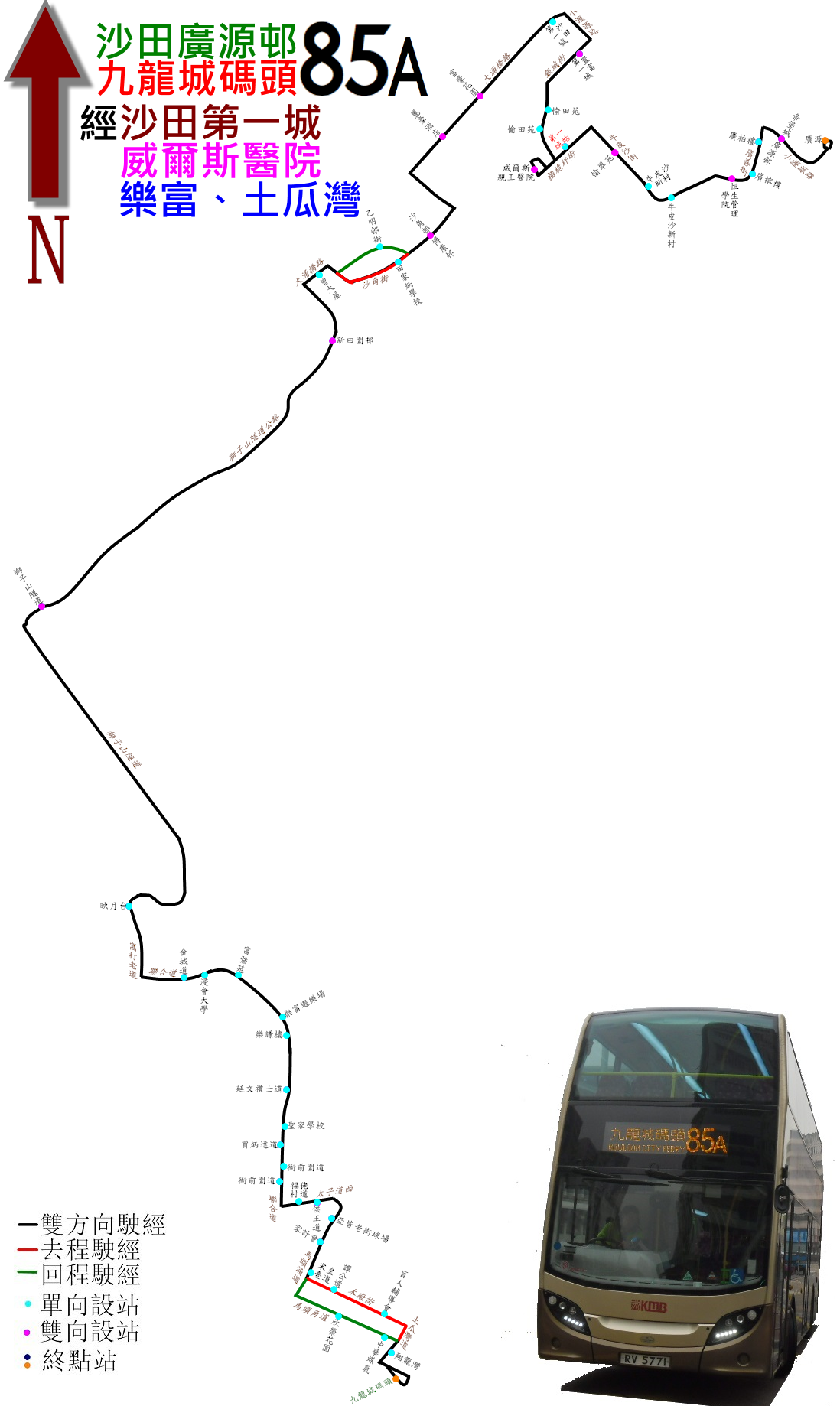
本線的走線圖

具體停站請參考資訊框

## 小資料
- 83P與85A相同之處:

本路線是往返九龍城碼頭的85線的分支，初時主要服務對象是沙田第一城及沙角、乙明一帶之居民，其最大特色是由開辦至延長至廣源邨以前，行走路線都沒有多大改動，只是於1996年11月1日往圓洲角繞經乙明邨街，方便乙明邨居民。
由於本路線並不像85線一樣途經沙田區人口密集的地方，客量比起85線較低，不過亦有很多學生乘搭本路線往返土瓜灣及九龍塘、沙角及第一城，而在繁忙時間也有不少城門河以東居民利用本路線來往土瓜灣及九龍城，所以客量也不算差。本路線亦擔當一定區內線之作用，因繞經圓洲角總站而能服務往返威爾斯親王醫院的沙田區區內客。另外，本路線於九龍城往九龍城碼頭之行車路線，是直接由馬頭涌道轉入木廠街往九龍城碼頭，回程由馬頭角道往馬頭涌道，跟85及85B線經浙江街往九龍城碼頭及新柳街往沙田有著明顯不同，對往來總站乘客來說算是較快，但對土瓜灣及馬頭圍乘客則較不便，需步行至馬頭角道上車。
鑑於另一條與本路線行車路線相約的82M線，自港鐵馬鞍山線通車及兩鐵合併後，客量因受鐵路直接競爭，下跌超過70%，因此九巴於《2013-2014年沙田區巴士路線發展計劃》中，建議本路線與82M線合併（配套包括開辦新晨早特別線82B（黃泥頭至火炭）、縮減82S線班次），建議得到沙田區議會通過，由2013年8月24日起，本路線延長至廣源，取道牛皮沙街及廣善街往返，以取代82M線的服務，而原有往返九龍塘站的服務，則由本路線與281M線的轉乘取代（但原有新線82B、82S線縮減班次的建議最終沒有實行，82S線亦因受2014年《沙田區區域性巴士路線重組》影響，於2014年8月18日起停止服務，由82C線（廣源至香港科學園，經大學站）取代，而82B這個編號亦被用作往來美田至大圍街市的新線）。延長路線後，全程行車里數達15.7公里，超出「最高准許收費」的15公里界線，但因為要遷就以前82M線的乘客，故本路線延長路線時，並沒有提高全程收費。
而85A延長至廣源之後，剛好與當年單向往九龍城碼頭的83P相同走線，但83P不設回程。
83P線提供沙田廣源、圓洲角、沙田第一城、富豪花園、沙角、博康、新田圍往九龍塘、樂富、九龍城、土瓜灣的巴士服務，於1992年4月1日起投入服務 (比85A線早9年開辦)，只在平日上午繁忙時間單向由廣源開出兩班，行走路線由愉翠苑起與85A完全相同，可說是85A的輔助線，但卻由85抽掉兩部巴士行走本路線。本線為人詬病的是，85A延長至愉翠苑後，本線的分段收費位置仍在愉田苑才實施，令等不及85A開出的愉翠苑居民被迫付上較高的車資。
不過，本線雖然服務廣源居民往返九龍中部，但廣源居民大可以選擇步行至大老山隧道收費廣場乘搭85X往九龍城及土瓜灣，往九龍塘也可以選搭82M（已取消）或途經沙田路的特快線281A，然而本線第三個分站開始就與85A重疊，本身在廣源邨上車的乘客不多，因此借馬鞍山鐵路通車後路線重組為名，於2005年1月31日停止服務，由82M(已取消)、83K及85A的八達通轉乘優惠取代。
85A主要途經沙田廣源、小瀝源、愉翠苑、沙田第一城、富豪花園、沙角、博康及新田圍往來九龍塘、樂富、九龍城及土瓜灣，而83P主要途經圓洲角、沙田第一城、富豪花園、沙角、博康、新田圍往來九龍塘、樂富、九龍城、土瓜灣。
85A為完整走線，但83P經牛皮沙街不停站直接經插桅杆街往愉翠苑, 停愉翠苑後不停威爾斯親王醫院、沙田圍站（83P為博康邨）、曾大屋（83P為此站對面球場）、嘉諾撒聖家學校（83P為聖家小學）、香港盲人輔導會（83P為天廚中心）和翔龍灣 （當時83P營運時尚未入伙, 但停煤氣鼓）。